# Botriopsis bakeri
Botriopsis bakeri är en tvåvinge som beskrevs 1928 av Charles Henry Tyler Townsend. Arten ingår i släktet Botriopsis och familjen parasitflugor. Typlokal är Luzon i Fillipinerna. Inga underarter finns listade.